# Bocquencé
Bocquencé foi uma comuna francesa na região administrativa da Normandia, no departamento Orne. Estendia-se por uma área de 10 km². Em 2010 a comuna tinha 155 habitantes (densidade: 15,5 hab./km²).
Em 1 de janeiro de 2016, passou a formar parte da nova comuna de La Ferté-en-Ouche.